# Robert Hofstadter
Robert Hofstadter, född 5 februari 1915 i New York, död 17 november 1990 i  Stanford, var en amerikansk fysiker, far till Douglas Hofstadter.

## Biografi
Hofstadter var professor vid Stanforduniversitetet och en av föregångsmännen i studiet av gammastrålning med scintillationsräknare. Hans viktigaste arbeten har gällt studiet av nukleonernas inre struktur genom spridning av elektroner med hög energi.
Han tilldelades Nobelpriset i fysik 1961 för sina upptäckter rörande atomkärnornas struktur.